# Весёлый (Котельниковский район)
Весёлый — хутор в Котельниковском районе Волгоградской области, административный центр Верхнекурмоярского сельского поселения.
Население — 821 (2021)

## История
Дата основания не установлена. Впервые упоминается в Списке населённых мест Земли Войска Донского по сведениям за 1859 год. Хутор относился к юрту станицы Верхне-Курмоярской Второго Донского округа Земли Войска Донского. В 1859 году на хуторе Весёлом проживало 197 душ мужского и 196 женского пола. Согласно переписи населения 1897 года на хуторе проживало 261 мужчина и 269 женщин, из них грамотных: мужчин — 89, женщин — 6.
Согласно алфавитному списку населенных мест Области войска Донского 1915 года земельный надел хутора составлял 2658 десятин, проживало 345 душ мужского и 387 женского пола, имелось хуторское правление
В 1920 году хутор включён в состав Царицынской губернии. С 1928 года — в составе Котельниковского района Сталинградского округа (округ упразднён в 1930 году) Нижне-Волжского края (с 1934 года — Сталинградского края). С 1935 года — в составе Верхне-Курмоярского района Сталинградского края (с 1936 года — Сталинградской области). В 1950 году передан в состав Котельниковского района. В тот же период хутор перенесён из зоны затопления Цимлянского водохранилища на новое место.

## Физико-географическая характеристика
Первоначально хутор располагался на левом берегу реки Дон, примерно в 3-4 км южнее станицы Верхне-Курмоярской. При строительстве Цимлянского водохранилища хутор перенесён чуть выше по склону.
В настоящее время хутор расположен на восточном берегу Цимлянского водохранилища. Центр хутора расположен на высоте около 40 метров над уровнем моря. Близ водохранилища местами обрывы. Почвы — тёмно-каштановые солонцеватые и солончаковые.
Автомобильной дорогой с твёрдым покрытием хутор связан с районным центром городом Котельниково (33 км). По автомобильным дорогам расстояние до областного центра города Волгограда составляет 240 км
Климат
Климат умеренный континентальный (согласно классификации климатов Кёппена — Dfa). Среднегодовая температура воздуха положительная и составляет + 9,0 °C. Средняя температура самого холодного января −5,9 °С, самого жаркого месяца июля +24,0 °С. Многолетняя норма осадков — 392 мм. В течение года количество осадков распределено относительно равномерно: наименьшее количество осадков выпадает в феврале, марте и октябре (по 26 мм), наибольшее количество — в июне и декабре (по 41 мм).
Часовой пояс
Весёлый, как и вся Волгоградская область, находится в часовой зоне МСК (московское время). Смещение применяемого времени относительно UTC составляет +3:00.

## Население
Динамика численности населения
| 1859 | 1873 | 1897 | 1915 | 2002 |
| ---- | ---- | ---- | ---- | ---- |
| 393  | 351  | 530  | 732  | 897  |

| 2010 | 2012 | 2013 | 2014 | 2015 | 2016 | 2017 |
| ---- | ---- | ---- | ---- | ---- | ---- | ---- |
| 922  | ↘898 | ↘885 | ↘868 | ↘866 | ↘854 | ↘848 |
| 2018 | 2019 | 2020 | 2021 |      |      |      |
| ↘846 | ↘839 | ↘825 | ↘821 |      |      |      |